# 謊言的烙印
《狩猎》（丹麥語：Jagten）是一部2012年湯瑪士·溫德堡导演的丹麦电影，麦德斯·米科尔森主演。为第65届戛纳国际电影节的主竞赛片。本片代表丹麦角逐第86届奥斯卡最佳外语片。

## 剧情
卢卡斯是丹麦小镇上一所幼儿园的教师，由于一个小女孩克拉拉（卢卡斯好友、邻居的女儿）对园长撒谎称她看到了盧卡斯的性器官，于是盧卡斯被怀疑认为是性侵了小孩子，消息传开后他就因此遭到了该镇居民的排挤。

## 角色
- 麦德斯·米科尔森，飾演卢卡斯，他与妻子已离婚，有一个儿子（平时跟妈妈居住在一起），还有一只狗
- 亚历山德拉·拉帕波特，飾演娜贾，盧卡斯在幼儿园的同事，两人发生了感情
- 托马斯·博·拉森，飾演西奧，盧卡斯的朋友，克拉拉的父亲
- 安妮卡·韦德科普，飾演克拉拉，西奧的女儿
- 拉斯·兰特，飾演布魯恩
- 安妮·路易丝·哈辛，飾演艾格妮絲
- 苏斯·沃尔德，飾演格雷特，幼儿园园长
- 奥勒·杜邦，飾演土地所有者／律师

## 发行

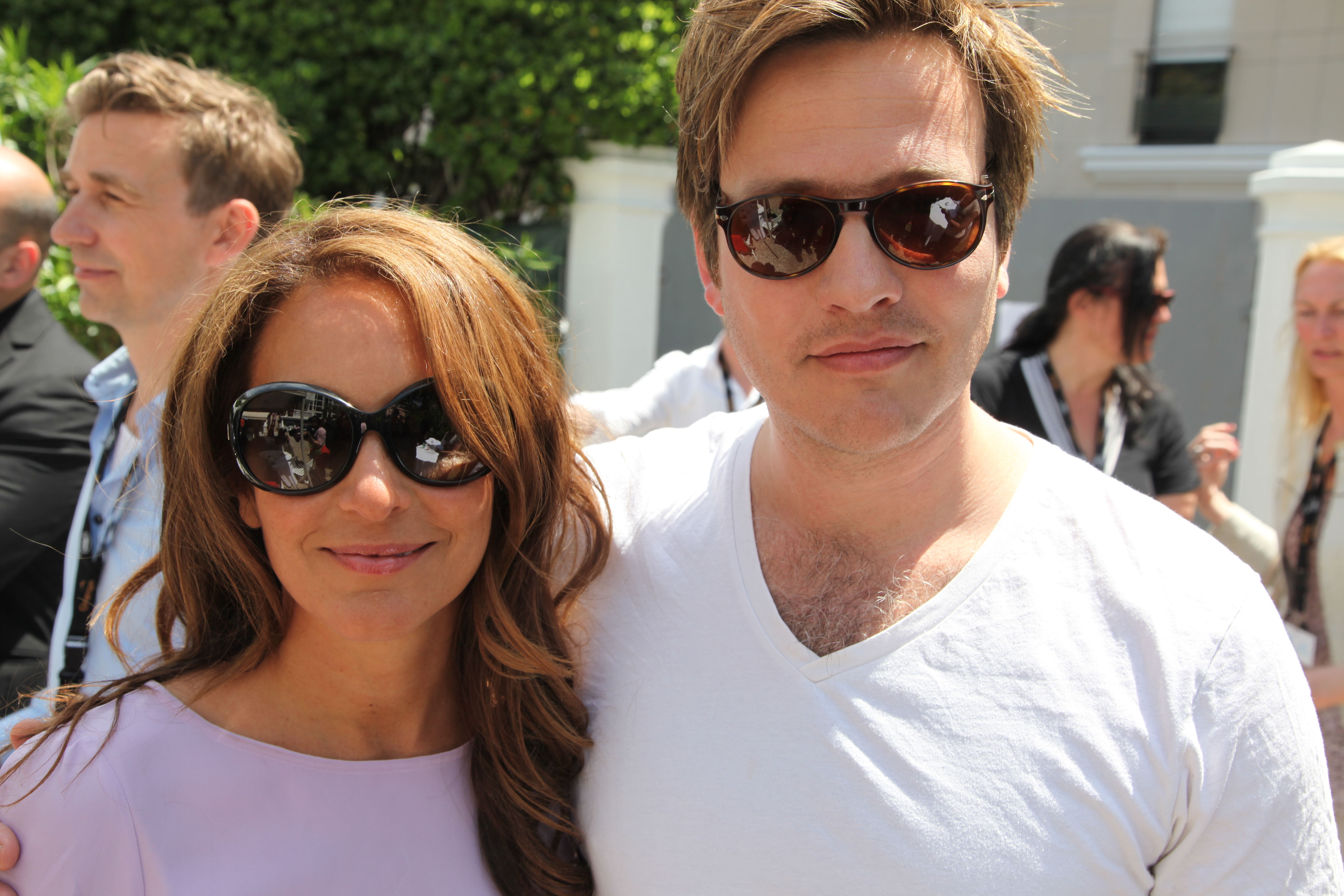
亚历山德拉·拉帕波特与湯瑪士·溫德堡在2012年戛纳电影节上

5月20日在第65届戛纳国际电影节上首映。男主角麦德斯·米科尔森获得了最佳男演员奖，麦德斯·米科尔森的表演被认为唯妙唯肖、精彩绝伦和非常深入。影片于2013年1月10日在丹麦上映。

## 评价
媒体综评76分，烂番茄新鲜度94%，收获普遍赞誉。
“一部难以置信的电影，一个令人难以接受的故事，是如此地真实与精彩”，“麦德斯-米克尔森的表演堪称经典，与影片的故事配合默契，拥有无与伦比的力量与控诉”，“相比于导演的上一部影片《家族庆典》，这部影片用更加宏伟的格局与事件，完美地刻画出人性中的伪善与丑恶”，“麦德斯-米克尔森的表演绝对令人震撼，更加震撼的则是人们面具下的那张丑恶嘴脸”，“一部能让人心痛的影片是好影片，一部能让人心痛欲裂的影片则是经典”。

## 奖项
- 第71届金球奖最佳外语片提名
- 第86届奥斯卡金像奖最佳外语片提名
- 第65屆坎城影展最佳男演員獎
- 2014年羅伯獎最佳丹麥電影
- 2014年寶黛獎最佳丹麥電影